# 卡尔布·本·祖海尔
卡尔布·本·祖海尔（阿拉伯语：‎；?—645年或662年），阿拉伯语诗人，祖海尔·艾比·苏勒玛的长子。早年反对伊斯兰教，后经其兄调解，蒙穆罕默德宽恕。他写了长诗《苏尔坦离去了》表达对穆罕默德的感激，并皈依了伊斯兰教。该诗共58节，包括对爱情和大自然的描写，以及对先知的赞颂，这首诗是阿拉伯诗歌传统里“忏悔诗”的滥觞，对后来同类诗歌产生了很大影响。